# Acace de Byzance
Pour les articles homonymes, voir Acace.
Acace, Acathe (en latin : Acathius, Agathius ou Achatius), Agathonas ou Akakios (grec : Ακακιος), né en Cappadoce dans le courant du IIIe siècle et mort martyr en 303 à Byzance, était un centurion de l'armée romaine sous Maximien.   
Il est fêté le 8 mai par l'Église catholique et le 7 mai par les Églises orthodoxes.  

## Biographie

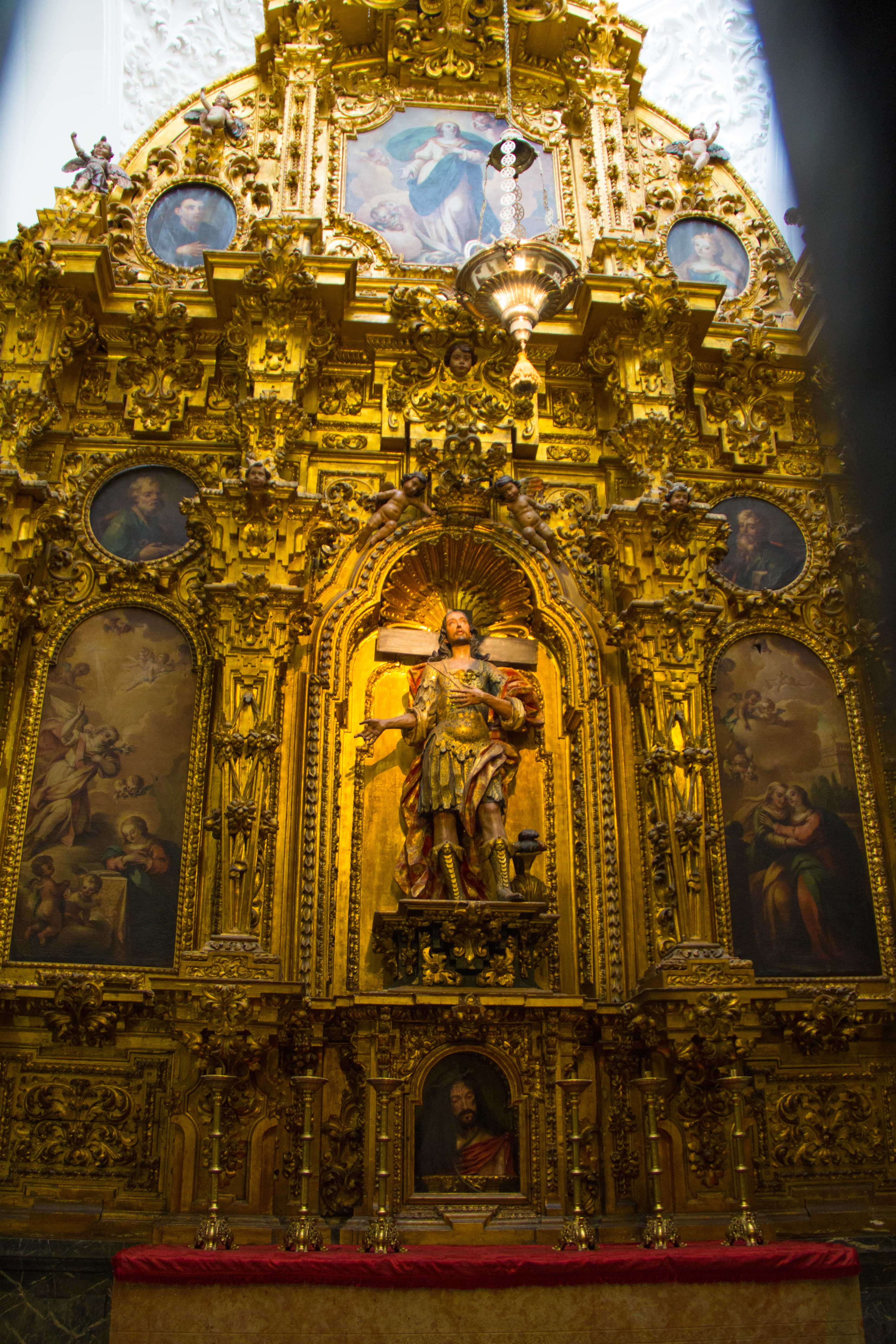
Statue de S. Acace, centurion et martyr, ouvrage de Teodosio Sánchez de Rueda (1715), chapelle S. Acace (surnommée capilla de la sangre, chapelle du sang), cathédrale de Cordoue, Espagne.

Centurion romain basé en Thrace, il accepta de se faire baptiser au nom du Christ, et le tribun Firmus le dénonça comme chrétien. En 303, il dut, selon une nouvelle loi établie durant la Persécution de Dioclétien, offrir de l'encens devant la statue de l'empereur Maximien pour témoigner de sa loyauté envers l'Empire. Il refusa calmement mais catégoriquement d'adorer une idole. On le soumit à la torture à Périnthe par ordre du juge Bibien. 
Il fut ensuite conduit à Byzance devant le proconsul Flaccus. Durant le voyage, ses bourreaux lui brisèrent la mâchoire, et il fut quotidiennement flagellé. Il réaffirma chaque jour sa foi en Jésus-Christ. Il est finalement crucifié comme le Christ, puis son corps décapité dans le quartier du Stauron à Byzance, où, dans les années suivantes, après la paix constantienne définitive d'avril 313, une église fut construite en son honneur. 

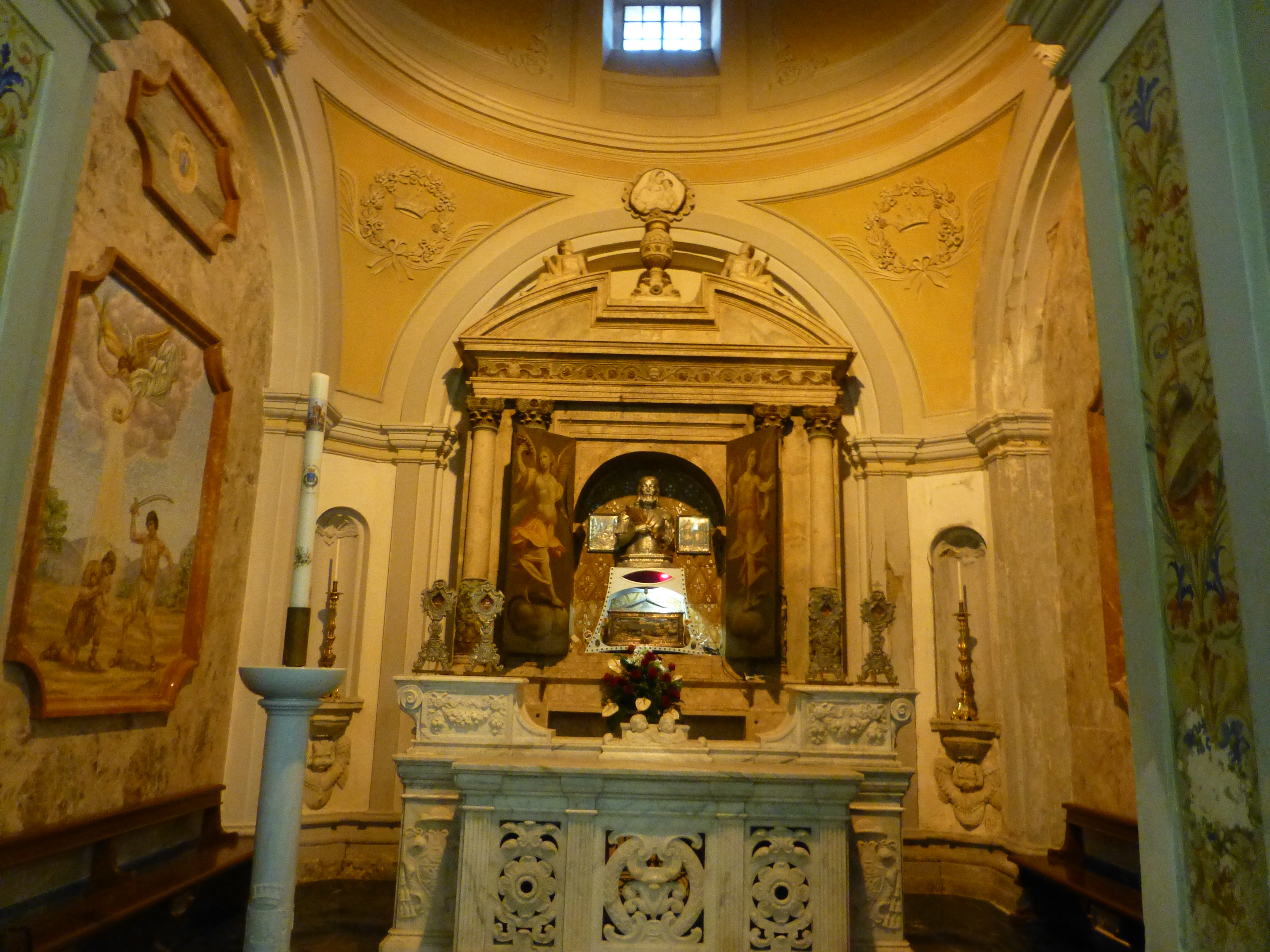
Chapelle de la cathédrale de Squillace, Italie, consacrée à saint Acace de Byzance avec des reliques.

Son corps, qui avait été jeté à la mer, a été retrouvé dans le golfe de Squillace par des fidèles qui lui avait entretemps fait une sépulture discrète à l'insu du pouvoir. Après la pacification d'avril 313, sa dépouille fut triomphalement honorée et Constantinople garda ses reliques en son église. Quand celle-ci menaça de tomber en ruine, au VIe siècle, elle fut totalement rebâtie par l'empereur Justinien.
Il est le patron de la ville de Squillace et le co-patron de l'archidiocèse de Catanzaro-Squillace. Son corps est conservé dans une chapelle de la cathédrale de Squillace, tandis qu'un bras a été apporté par l'évêque de Squillace, Marcello Sirleto, en 1584 à Guardavalle, sa ville natale, dont il a également été élu patron. D'autres reliques se trouvent également à Cuenca et à Avila en Espagne, en provenance de Squillace. Il est parfois confondu avec saint Acace du mont Ararat vénéré parmi les saints auxiliateurs dans diverses régions du centre-nord de l'Europe.